# Yongzheng
Yongzheng (13 de dezembro de 1678 - 8 de outubro de 1735), foi o quarto imperador da Dinastia Qing, a última dinastia chinesa. Teve um reinado marcado por sua disputa de sucessão, perseguindo politicamente seus irmãos para consolidar seu poder. Mas ainda foi ofuscado pelos longos governos de seu antecessor, seu pai e seu sucessor, seu filho, tendo reinado somente de 1722 a 1735.
Foi sucedido por seu filho, o Imperador Qianlong de Qing.